# イェスデル (カンクリ部)
イェスデル（モンゴル語: Yesüder、? - 1288年）は、モンゴル帝国に仕えた将軍の一人で、カンクリ部の出身。『元史』などの漢文史料では也速䚟児(yĕsùdǎiér)、もしくは也速台児(yĕsùtáiér)と記される。

## 概要
イェスデルはチンギス・カンの時代よりモンゴル帝国に仕えるようになったアイ・ベクの息子で、アイ・ベクがクチュの南宋親征中に病没すると地位を継承して軍を率いるようになった。中統元年（1260年）に第4代皇帝モンケが急死し弟のクビライとの開で帝位継承戦争が勃発すると、イェスデルはクビライ派についてアラムダール、クンドゥカイの討伐に加わり、続いて李璮の乱鎖圧にも加わった。
帝位継承戦争がクビライ派の勝利に終わると今度は南宋との戦いに従軍し、襄陽の包囲戦では百丈山・鸛子灘の攻略に功績を挙げた。襄陽への直接攻撃が始まると、イェスデルは鎧をつけて真先に城壁にのぼる活躍を見せ、この戦いぶり賞して銀100両を与えられた。至元14年（1277年）からは福建方面の侵攻に加わり、復州の戦いでは敵将を打ち取る功績を挙げ、この功績によってまず百人隊長（ジャウン）に、次いで千人隊長（ミンガン）に昇格となった。至元16年（1279年）には管軍総管とされている。
江南の平定後は懐遠大将軍・管軍万戸に任じられ、江淮一帯の戦艦教百隻を率いて日本遠征に参加したが、日本の征服には失敗して帰還した。至元20年（1283年）には泰州万戸府のダルガチに任じられ、至元23年（1286年）には昭勇大将軍・欽察親軍都指揮使とされた。至元24年（1287年）、ナヤンの乱鎮圧戦にも参加した。その後（至元25年もしくは大徳3年）、イェスデルは亡くなり、成武郡公に追封された。息子は7人おり、それぞれ教化的、黒廝、黒的、延寿、拜顔、完沢帖木児、哈剌章といった。
なお、元史巻133列伝20に立伝される「也速䚟児」とその父「愛伯」は巻123列伝10の「艾貌」とその息子「也速台児」と同一人物である。